# Apatania sorex
Apatania sorex är en nattsländeart som först beskrevs av Ross 1941.  Apatania sorex ingår i släktet Apatania och familjen Apataniidae. Inga underarter finns listade i Catalogue of Life.